# Денисов, Виктор Владимирович
Виктор Владимирович Денисов (19 октября 1914, Иваново-Вознесенск, Владимирская губерния или Российская империя — 1 апреля 1986, Москва) — электромеханик Московской областной дирекции радиотрансляционной сети Министерства связи СССР. Техник-лейтенант. Герой Социалистического Труда (18.07.1966).

## Биография
Родился 19 октября 1914 года в городе Иваново-Вознесенск (Иваново) в семье служащих. Русский.
В 1933 году окончил политехникум связи в городе Иваново. По направлению уехал в город Иркутск, работал техником городской телефонной сети.
В 1936—1940 годах проходил срочную службу в Красной Армии в войсках связи. Сначала рядовым, затем — техником-лейтенантом в спецвойсках. Участник боевых действий на реке Халхин-Гол, награжден медалью «За отвагу» и монгольским орденом. После демобилизации вернулся в родной город. Работал техником на Московской междугородней телефонной станции.
В 1941 году приказом Наркомата связи был переведен на работу в Москву, зачислен в Управление Московской городской телефонной сети. Участник Великой Отечественной войны. Работал техником на Арбатском и Миусском телефонных узлах, инженером коммутаторного цеха Пригородного телефонного узла. В 1948 году вступил в ВКП(б)/КПСС.
В 1950—1952 годах, в 1953—1958 годах — старший инженер ремонтно-монтажной конторы Московского областного управления связи. 1952—1953 года — служба в Советской Армии. В 1958—1965 годах — старший инженер дирекции радиотрансляционной сети Московского областного управления связи. С 1965 года — старший инженер центральной лаборатории дирекции радиотрансляционной сети.
С участием Денисова в Московской области было введено в эксплуатацию свыше трехсот автоматических телефонных станций новых систем — шаговых и координатных. Со своей бригадой он переключил более 80 ручных телефонных станций на АТС. С его помощью введено в эксплуатацию более 100 каналов высокочастотной связи. Он внёс более 30 рационализаторский предложений, дающих большой производственный эффект и улучшающих качество телефонной связи. По его предложениям устранены многие схемные и конструктивные недостатки в станционном оборудовании заводского изготовления.
Постоянно оказывал многим связистам техническую помощь в эксплуатации телефонной связи, обучил обслуживанию АТС свыше 150 человек.
Указом Президиума Верховного Совета СССР от 18 июля 1966 года за выдающиеся успехи, достигнутые в выполнении заданий семилетнего плана по развитию средств связи, телевидения и радиовещания, Денисову Виктору Владимировичу присвоено звание Героя Социалистического Труда с вручением ордена ордена Ленина и золотой медали «Серп и Молот».
В 1977 году по состоянию здоровья вышел на пенсию.
Жил в городе Москва. Скончался 1 апреля 1986 года.

## Награды
- Золотая медаль «Серп и Молот» (18.07.1966)
- Орден Ленина (18.07.1966)
- Орден Отечественной войны I степени (01.04.1985)[2]
- Орден Полярной звезды Монголия (1939)

- Медаль «За отвагу» (17.11.1939)[3]
- Медаль За оборону Москвы (06.04.1944)[4]
- Медаль «В ознаменование 100-летия со дня рождения Владимира Ильича Ленина» (6 апреля 1970)
- Медаль «За победу над Германией в Великой Отечественной войне 1941—1945 гг.» (9 мая 1945[5])
- Медаль «За трудовую доблесть» (21.05.1954)
- Юбилейная медаль «Двадцать лет Победы в Великой Отечественной войне 1941—1945 гг.» (7 мая 1965[6])
- Юбилейная медаль «Тридцать лет Победы в Великой Отечественной войне 1941—1945 гг.»[7]
- Медаль «Сорок лет Победы в Великой Отечественной войне 1941-1945 гг.»[8]

- Медаль «Ветеран труда»
- Медаль «30 лет Советской Армии и Флота»[9]
- Юбилейная медаль «40 лет Вооружённых Сил СССР»[10]
- Юбилейная медаль «50 лет Вооружённых Сил СССР» (26 декабря 1967[11])

- Знак МО СССР «25 лет Победы в Великой Отечественной войне» (24 апреля 1970)

## Память
- На могиле установлен надгробный памятник.
- Его имя увековечено в Главном Храме Вооружённых сил России, и навсегда запечатлено на мемориале «Дорога памяти»